# Чемпіонат світу з футболу 2026 (кваліфікаційний раунд, ОФК)
Океанічна секція кваліфікації Чемпіонату світу з футболу 2026 — кваліфікаційний турнір до Чемпіонату світу ФІФА 2026, які входять до Конфедерації футболу Океанії (ОФК). ОФК мають 1 пряму путівку. Змагання відбувались з 6 вересня 2024 по 24 березня 2025 року.

## Формат
Кваліфікація ОФК має наступну структуру:
- Перший раунд: 4 команди ОФК з найнижчими рейтингами проведуть три матчі. Переможець проходить до групового етапу.
- Другий раунд: 7 кращих команд ОФК та переможець першого раунду діляться на 2 групи на основі рейтингу ФІФА цих команд та грають за круговою системою по одному матчу з кожним суперником (кожна команда по 3 матчі). 1-е та 2-е місця з кожної групи проходять до фінального раунду.
- Третій раунд: 4 команди зіграють у форматі плей-оф по одному матчу на кожному етапі (півфінал та фінал). Переможець кваліфікується на чемпіонат світу, а друге місце проходить до міжконтинентальних плей-оф.

## Учасники
- Американське Самоа
- Острови Кука
- Фіджі
- Нова Каледонія
- Нова Зеландія
- Папуа Нова Гвінея
- Самоа
- Соломонові Острови
- Таїті
- Тонга
- Вануату

## Календар
| Раунд        | Тур       | Дата                 | Місце проведення                   |
| ------------ | --------- | -------------------- | ---------------------------------- |
| Перший раунд | Тур 1     | 6 вересня 2024       | Самоа                              |
| Перший раунд | Тур 2     | 9 вересня 2024       | Самоа                              |
| Другий раунд | Тур 3     | 10–12 жовтня 2024    | Фіджі та Вануату                   |
| Другий раунд | Тур 4     | 14–18 листопада 2024 | Нова Зеландія та Папуа Нова Гвінея |
| Другий раунд | Тур 5     | 14–18 листопада 2024 | Нова Зеландія та Папуа Нова Гвінея |
| Третій раунд | Півфінали | 21 березня 2025      | Нова Зеландія                      |
| Третій раунд | Фінал     | 24 березня 2025      | Нова Зеландія                      |

## Перший раунд
Жеребкування першого раунду відбулося в липні 2024 року, а матчі провели 6–9 вересня 2024 року на Самоа. Чотири команди з найнижчим рейтингом змагатимуться в серії на вибування, а переможець приєднається до семи команд з найвищим рейтингом у другому раунді.
|  | Тур 1              | Тур 1    |                |   | Тур 2 | Тур 2 |
|  |                    |          |                |   |       |       |
|  | 6 вересня 2024     |          |                |   |       |       |
|  |                    |          |                |   |       |       |
|  | Острови Кука       | 1        |                |   |       |       |
|  | Острови Кука       | 1        | 9 вересня 2024 |   |       |       |
|  | Тонга              | 3        |                |   |       |       |
|  | Тонга              | 3        | Тонга          | 1 |       |       |
|  | 6 вересня 2024     |          | Тонга          | 1 |       |       |
|  |                    | Самоа дч | 2              |   |       |       |
|  | Американське Самоа | Самоа дч | 2              | 0 |       |       |
|  | Американське Самоа |          |                | 0 |       |       |
|  | Самоа              | 2        |                |   |       |       |
|  | Самоа              | 2        |                |   |       |       |

## Другий раунд
Другий раунд відбудеться з 10 жовтня по 18 листопада 2024 року у двох групах по чотири команди, які зіграють одна з одною у форматі ліги. Матчі відбудуться на Фіджі, Новій Зеландії, Папуа-Новій Гвінеї та Вануату.

### Група A
| Поз | Команда            | І | В | Н | П | ГЗ | ГП | РГ | О | Кваліфікація |   | Нова Каледонія | Фіджі | Соломонові Острови | Папуа Нова Гвінея |
| --- | ------------------ | - | - | - | - | -- | -- | -- | - | ------------ | - | -------------- | ----- | ------------------ | ----------------- |
| 1   | Нова Каледонія     | 3 | 2 | 1 | 0 | 7  | 4  | +3 | 7 | Третій раунд |   | —              | —     | —                  | 3–1               |
| 2   | Фіджі              | 3 | 1 | 2 | 0 | 5  | 4  | +1 | 5 | Третій раунд |   | 1–1            | —     | —                  | —                 |
| 3   | Соломонові Острови | 3 | 1 | 0 | 2 | 4  | 5  | −1 | 3 |              |   | 2–3            | 0–1   | —                  | —                 |
| 4   | Папуа Нова Гвінея  | 3 | 0 | 1 | 2 | 5  | 8  | −3 | 1 |              | — | 3–3            | 1–2   | —                  |                   |

### Група B
| Поз | Команда       | І | В | Н | П | ГЗ | ГП | РГ  | О | Кваліфікація |     | Нова Зеландія | Французька Полінезія | Вануату | Самоа |
| --- | ------------- | - | - | - | - | -- | -- | --- | - | ------------ | --- | ------------- | -------------------- | ------- | ----- |
| 1   | Нова Зеландія | 3 | 3 | 0 | 0 | 19 | 1  | +18 | 9 | Третій раунд |     | —             | 3–0                  | 8–1     | —     |
| 2   | Таїті         | 3 | 2 | 0 | 1 | 5  | 3  | +2  | 6 | Третій раунд |     | —             | —                    | 2–0     | —     |
| 3   | Вануату       | 3 | 1 | 0 | 2 | 5  | 11 | −6  | 3 |              |     | —             | —                    | —       | 4–1   |
| 4   | Самоа         | 3 | 0 | 0 | 3 | 1  | 15 | −14 | 0 |              | 0–8 | 0–3           | —                    | —       |       |

## Третій раунд
Третій раунд відбудеться 21 та 24 березня 2025 в Новій Зеландії. Переможець кваліфікується напряму на чемпіонат, а фіналіст вийде до міжконтинентальних стикових матчів.
|  | Півфінали                    | Півфінали     |                          |   | Фінал | Фінал |
|  |                              |               |                          |   |       |       |
|  | 21 березня 2025 – Веллінгтон |               |                          |   |       |       |
|  |                              |               |                          |   |       |       |
|  | Нова Каледонія               | 3             |                          |   |       |       |
|  | Нова Каледонія               | 3             | 24 березня 2025 – Окленд |   |       |       |
|  | Таїті                        | 0             |                          |   |       |       |
|  | Таїті                        | 0             | Нова Каледонія           | 0 |       |       |
|  | 21 березня 2025 – Веллінгтон |               | Нова Каледонія           | 0 |       |       |
|  |                              | Нова Зеландія | 3                        |   |       |       |
|  | Нова Зеландія                | Нова Зеландія | 3                        | 7 |       |       |
|  | Нова Зеландія                |               |                          | 7 |       |       |
|  | Фіджі                        | 0             |                          |   |       |       |
|  | Фіджі                        | 0             |                          |   |       |       |